# Phyzelaphryne miriamae
A Phyzelaphryne miriamae a kétéltűek (Amphibia) osztályába, a békák (Anura) rendjébe és az Eleutherodactylidae családjába tartozó Phyzelaphryne nem egyik faja.

## Előfordulása
A faj Brazília endemikus faja, az Amazonas déli medencéjében a Madeira és a Tapajós és Jurua folyók vízgyűjtő területén honos. Természetes élőhelyei a szubtrópusi vagy trópusi síkvidéki esőerdők.

## Megjelenése
Testhossza 13-20 milliméter.

## Természetvédelmi helyzete
A Természetvédelmi Világszövetség Vörös listáján nem fenyegetett fajként szerepel.